# Philippe II. de Bourbon, duc d’Orléans

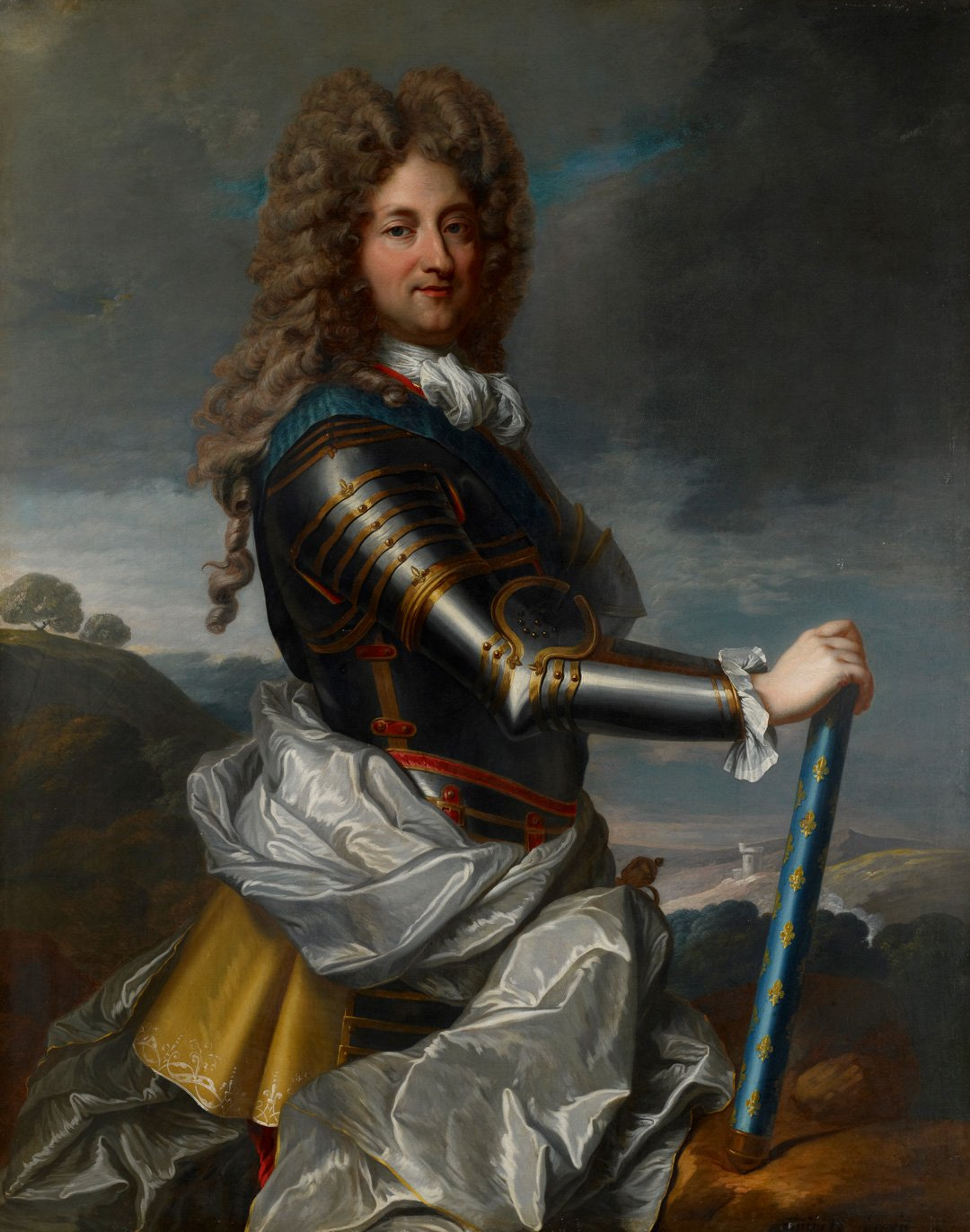
Herzog Philippe II., Porträt von Jean-Baptiste Santerre

Philippe II. de Bourbon, duc d’Orléans (* 2. August 1674 in Saint-Cloud; † 2. Dezember 1723 in Versailles), oft kurz auch nur Philippe II. d’Orléans genannt, war Titularherzog von Chartres (1674–1701) und nach dem Tod seines Vaters 1701 Herzog von Orléans, Valois, Nemours und Montpensier, Fürst von Joinville, Graf von Beaujolais und mehrfacher Pair von Frankreich. Er gehörte dem von seinem Vater begründeten Haus Orléans an.
Von 1715 bis 1723 übte er in Frankreich im Namen des noch unmündigen Ludwig XV. die Regentschaft aus. Die Zeit seiner Herrschaft und der währenddessen florierende Kunststil werden daher in der französischen Geschichtsschreibung als Régence bezeichnet, Philippe selbst als le Régent.

## Leben

### Jugend
Er wurde als Sohn des Herzogs Philippe I. de Bourbon, des Bruders König Ludwigs XIV., und der Liselotte von der Pfalz geboren. Er war somit ein Enkel von König Ludwig XIII. und ein Neffe von Ludwig XIV. Dieser sorgte nach einigen Misserfolgen für eine gute Erziehung durch einen hervorragenden Pädagogen, der aus Philippe einen Musterschüler voller Lerneifer und Ehrgeiz machte.

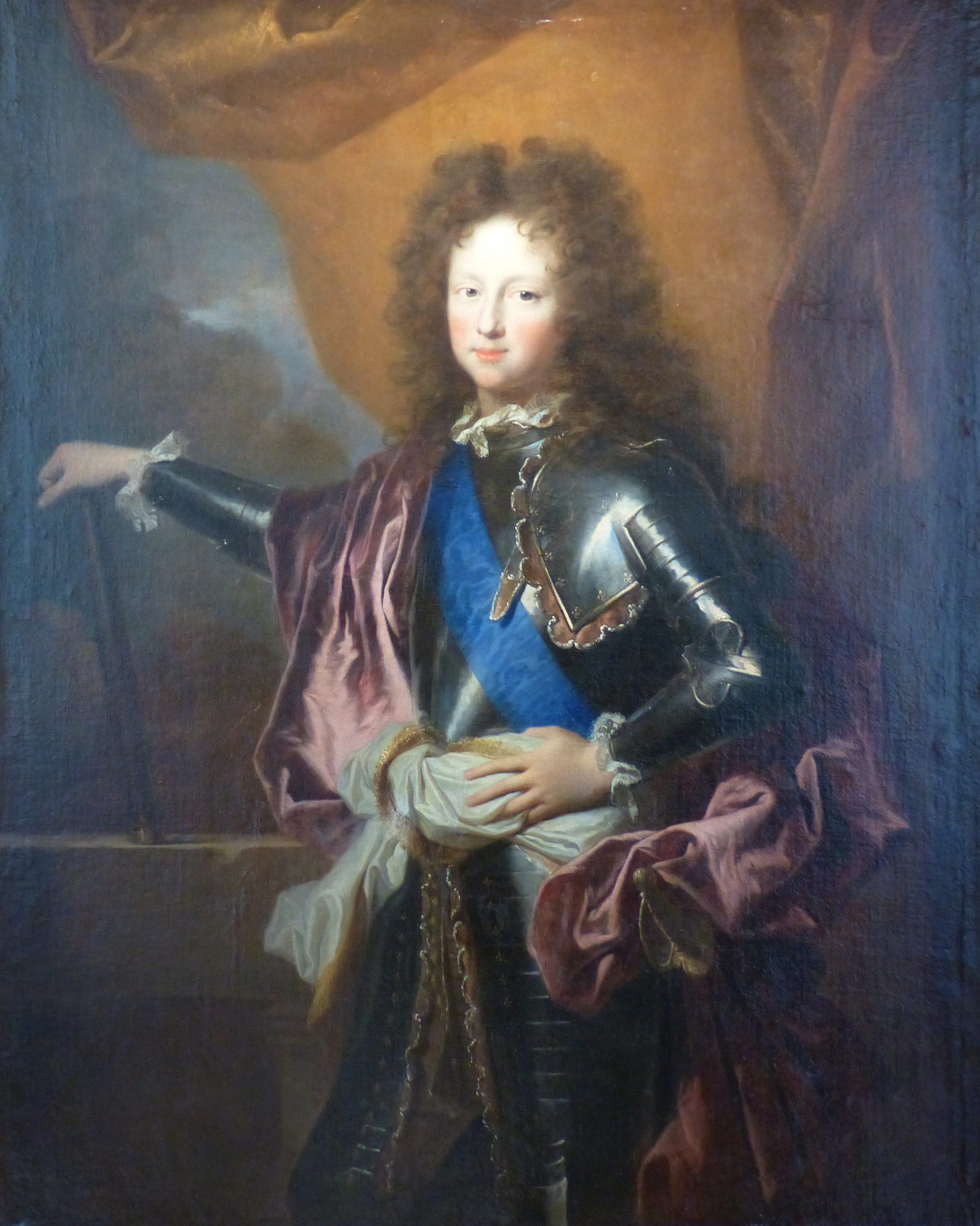
Philippe 1689 als Herzog von Chartres (Gemälde von Hyacinthe Rigaud)

Der junge Prinz kämpfte 1691 mit Auszeichnung bei der Belagerung von Mons und in der Schlacht bei Steenkerke, der Schlacht bei Neerwinden und der Schlacht bei Namur (1692–1695). Danach widmete er sich naturwissenschaftlichen Studien sowie dem Musizieren, dem Theater und der Literatur. Diese Interessen teilte er mit seiner Mutter Liselotte von der Pfalz, der er auch äußerlich ähnelte. Jedoch erzog nicht sie ihn, sondern Gouvernanten, und das Verhältnis der Eltern untereinander war schwierig. Der Vater und seine Günstlinge beeinflussten ihn und suchten ihn auf ihre Seite zu ziehen, indem sie ihm alles erlaubten, während Liselotte seine Ausschweifungen kritisierte. Nach dem Tod des Vaters besserte sich das Verhältnis aber und schließlich standen sich Mutter und Sohn sehr nahe, was seinerzeit in Fürstenhäusern nicht unbedingt üblich war.
Nach dem Tod seines Vaters 1701 wurde er Herzog von Orléans und erbte das Palais Royal in Paris und das Schloss Saint-Cloud. Später wurden ihm weitere militärische Kommandos in Italien (1706) und während des Spanischen Erbfolgekriegs (1707–1708) übertragen. Er zog sich jedoch den Groll des Königs zu, als (unbegründete) Gerüchte auftraten, er hätte Ambitionen, an Stelle von dessen Enkel Philipp von Anjou in den Besitz der spanischen Krone zu gelangen. Vielmehr verteidigte er dessen Krone in Feldzügen gegen die alliierten Portugiesen, Engländer und Österreicher. Der spanische Neffe nahm ihm jedoch übel, dass er öffentlich über ihn und seine Mätresse gespottet hatte; es kam zu heftigen Szenen und Orléans verließ Spanien; König Philipp V. sollte dies später noch bereuen.
1711 starb der älteste Sohn Ludwigs XIV. und französische Thronfolger, der Grand Dauphin (Vater des Königs Philipp von Spanien). 1712 starben kurz nacheinander der älteste Sohn des Grand Dauphin und nunmehrige Thronfolger Louis de Bourgogne, des Letzteren Gemahlin Maria Adelaide von Savoyen (eine Tochter von Philippe d’Orléans Halbschwester) und deren fünfjähriger Sohn Louis de Bretagne. Es wurden Gerüchte gestreut, Philippe d’Orléans und sein Haus-Alchimist Wilhelm Homberg hätten womöglich die Hand im Spiel gehabt; die Mätresse des Königs Madame de Maintenon versuchte es diesem einzureden, aber Ludwig XIV. ließ sich von den Ärzten überzeugen, dass die jüngst Verstorbenen einer Epidemie zum Opfer gefallen waren, die in Paris schon Hunderte dahingerafft hatte. 1714 starb ein weiterer Enkel des Königs, Louis de Bourgognes jüngerer Bruder Charles de Berry an einem Reitunfall; er war mit einer Tochter Philippes d’Orléans verheiratet, deren beide Kinder starben aber ebenfalls sehr jung.
Ludwig XIV. bestimmte Philippe d’Orléans nun für die Zeit der Minderjährigkeit seines fünf Jahre alten Urenkels und letzten verbliebenen Erben, des künftigen Ludwigs XV., testamentarisch nicht zum Regenten, sondern nur zum Präsidenten des Regentschaftsrates, in dem sein unehelicher Sohn Louis Auguste I. de Bourbon, duc du Maine als Oberaufseher der Erziehung saß, dem zudem noch das Kommando über das Hofmilitär übertragen wurde, sodass Orléans, wie der Historiker Leonhard Horowski schreibt, „Orléans […] nur die leere Hülle der Regentschaft“ bleiben würde.

### Regentschaft

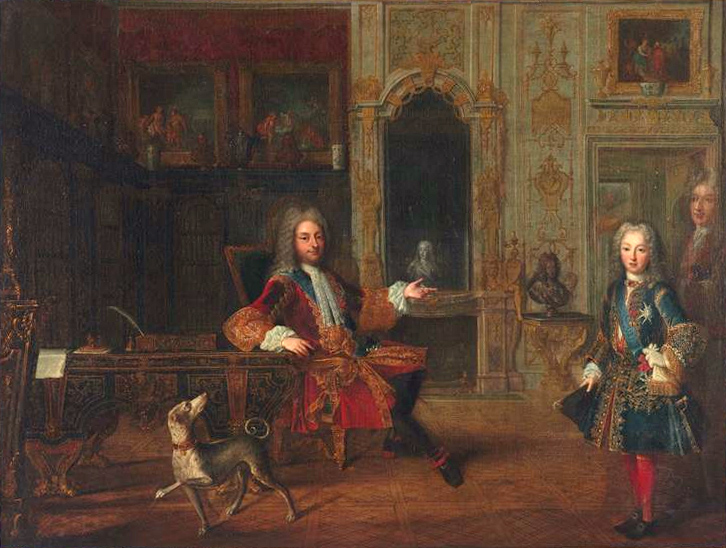
Regent Philippe II. und König Ludwig XV.

Am 1. September 1715 starb Ludwig XIV. nach 72-jähriger Herrschaft. Philippe d’Orléans ließ das Testament seines Onkels durch ein lit de justice des Parlement de Paris ändern: Er als angeblich nächster Verwandter des Königs (Philipp V. von Spanien war zwar näher mit ihm verwandt, hatte aber im Frieden von Utrecht auf alle Erbansprüche verzichten müssen und blieb unerwähnt) erhielt die Regentschaft im vollen Umfang mit allen Rechten, der Duc du Maine dagegen verlor jegliche Einflussmöglichkeit. Als Gegenleistung gab Orléans den Parlements ihr Remonstrationsrecht zurück, das Ludwig XIV. ihnen 1661 genommen hatte: Nun durften die Richter wieder Einspruch gegen die königliche Gesetzgebung erheben.
Orléans verlegte den Hof von Versailles vorübergehend zurück nach Paris: Bis 1722 waren die Tuilerien das Zentrum der Macht im Königreich. Auch änderte er die Herrschaftsausübung vom autoritären Regieren Ludwigs XIV. hin zu weitgehender Offenheit. Er war gegen Zensur und ordnete die Neuauflage von Büchern – literarischen und philosophischen Werken der Frühaufklärung – an, die unter der Herrschaft seines Onkels verboten worden waren. Als liberaler und einfallsreicher Mann war er allerdings auch oft schwach, unbeständig und wankelmütig. Ein enger Freund und Mitglied seines Regentschaftsrats war der Herzog von Saint-Simon, der in seinen bekannten Memoiren diese Zeit in allen Einzelheiten beschrieb.
Seinen Erzieher und Beichtvater, den Pater Guillaume Dubois, ernannte er zum Staatsrat und Außenminister. Er war es vornehmlich, der ein Bündnis zwischen Frankreich und Großbritannien betrieb, da eine Annäherung Großbritanniens an den Kaiser sowie die Feindschaft des spanischen Königs Frankreich zu isolieren drohten. Im Mai 1716 kam Zar Peter der Große für zehn Wochen zu Besuch nach Paris und schockierte mit dem „wüsten Treiben“ seiner Höflinge die Pariser Gesellschaft. Am 2. August 1718 wurde eine sogenannte Tripelallianz Frankreichs mit Großbritannien und den Niederlanden geschlossen, der sich später auch Österreich anschloss, was zur Quadrupelallianz führte.
Gegen diese Allianz intrigierte die „spanischen Partei“ am Hofe, allen voran die Herzogin von Maine und ihr Mann, der Herzog von Maine, ein Bastardsohn Ludwigs XIV., Schwager des Regenten und Vormund Ludwigs XV. Um seine Kritiker zu entmachten, hielt Philippe am 26. August 1718 ein Throngericht ab, durch das dem Herzog von Maine die persönliche Vormundschaft über Ludwig XV. und die Leitung des königlichen Haushalts entzogen sowie seine Anerkennung als Prinz von Geblüt für ungültig erklärt wurde. Daraufhin zettelte der spanische Botschafter Fürst von Cellamare mit Unterstützung der Herzogin von Maine die sogenannte Verschwörung von Cellamare gegen den Regenten an, um diesen abzusetzen. Aber der Minister Dubois erfuhr im Dezember 1718 rechtzeitig von der Verschwörung und zerschlug sie umgehend; 1500 Personen wurden verhaftet.
Von 1717 bis 1720 fand der Krieg der Quadrupelallianz gegen das bourbonische Spanien statt. Da die Geltendmachung spanischer Erbansprüche auf den französischen Thron zu erwarten war, falls der junge Ludwig XV. vorzeitig sterben sollte, benötigte der Regent, dem gemäß dem Frieden von Utrecht in diesem Fall die Krone zugefallen wäre, die Unterstützung Großbritanniens, das daran interessiert war, ein Zusammengehen der bourbonischen Monarchien zu verhindern. Auch die Niederlande sahen sich durch die spanischen Expansionsbestrebungen erneut bedroht. Erst der Sieg der Allianz stellte die Bedingungen für einen dauerhafteren europäischen Frieden her.
Der Bankskandal unter John Law erschütterte 1720 Frankreich. Seit 1715 hatte der Regent dem schottischen Ökonomen volles Vertrauen geschenkt, um die durch den kostspieligen spanischen Erbfolgekrieg zerrütteten Staatsfinanzen zu sanieren. Dazu gründete dieser eine Privatnotenbank, die Banque Générale, und begann, statt der bis dahin verwendeten Gold- und Silbermünzen – nach dem Vorbild der Bank von Amsterdam – Papiergeld auszugeben. Die Bank gewann langsam das Vertrauen der Öffentlichkeit und ihre Noten wurden als Zahlungsmittel akzeptiert, besonders weil der Regent dies persönlich unterstützte. Dies führte zunächst auch zu einem Aufschwung. Als oberster Finanzkontrolleur strich Law zahllose Bagatellsteuern zu Gunsten der Wirtschaft und ersetzte sie durch eine Einkommensteuer, was Kleinverdiener entlastete und einflussreiche Großverdiener belastete. So kürzte er jedoch die von den Steuerpächtern eingetriebenen Steuereinnahmen des Staates zunächst fast ganz. Die Staatsschulden konnte er aber durch Umschuldung in niedrig verzinste langfristige Kredite verringern.
1717 bündelte Law die französischen Kolonialgesellschaften in der Mississippi-Kompanie, welche ein Drittel des nordamerikanischen Kontinents kontrollierte, und erhielt für diese Gesellschaft Monopole. 1719 erwarb die Kompanie zudem die Rechte an der königlichen Münze. Law kannte zwar die Inflationsgefahr, konnte sich jedoch von 1719 an gegen einflussreiche Entscheidungsträger in Paris nicht mehr durchsetzen. Deren ungehemmte Ausweitung der Banknoten- und Aktienemission (das sogenannte Lawsche System) resultierte in der Mississippi-Blase, welche eine weitere Spekulation in Immobilien auslöste. Als die Blase 1720 platzte, führte dies zum Ruin vieler, während die Mächtigen sich die Gold- und Silberreserven der Bank sicherten. Law floh nach Brüssel.
Im August 1722 ernannte Philippe den inzwischen zum Kardinal erhobenen Außenminister Guillaume Dubois zum Premierminister. Nach dem Ende seiner Regentschaft wurde Philippe selbst zum Premierminister ernannt, nachdem im August 1723 Kardinal Dubois verstorben war.
Philippe selbst starb bereits am 2. Dezember 1723 im Alter von 49 Jahren an einem wiederholten Schlaganfall. Keine Stunde nach seinem Ableben wurde bereits der Herzog von Bourbon zum neuen Premierminister berufen. Der Körper des Herzogs von Orléans wurde in der Basilika Saint-Denis, sein Herz in der Kirche Val-de-Grâce und seine Eingeweide in der Kirche seiner Geburtsstadt Saint-Cloud beigesetzt.

### Die Kultur der Régence
Philippe war erklärter Atheist, der während der Messe die in die Buchdeckel einer Bibel gebundenen satirischen Werke von François Rabelais las, und ein Mann, der gerne an religiösen Festtagen Orgien abhielt. Er war bekannt für seine sexuellen Ausschweifungen. Seine Mutter kommentierte diese in einem Brief knapp: „Nun zwingt er sich nicht mehr in seinen gallanterien, leuft ganze nächte herumb, welches er zu des königs zeiten nicht tun konnte, also seine gesundheit allezeit in Gefahr sehe.“ Seine Lieblingstochter Marie Louise Élisabeth trieb es ähnlich.
Die Jesuiten wurden unter seiner Regentschaft zunehmend entmachtet. Philippe II. gründete die Universitäten von Dijon und Pau, und aus seiner Bibliothek ging die Französische Nationalbibliothek hervor – er hatte sie, was eine absolute Neuheit war, der Öffentlichkeit zugänglich gemacht.
Philippe spielte in Stücken von Molière und Racine, komponierte Musik und war ein begabter Maler und Graveur. Zudem förderte er Bildung und Kunst, schaffte das Schulgeld für die Sorbonne ab, öffnete die Hofbibliothek für die Öffentlichkeit und verlieh zum ersten und einzigen Mal den Titel „Tischler der Herzöge von Orléans“ an den Tischlermeister Thomas Hache aus Grenoble. Er war sehr am wissenschaftlichen Fortschritt interessiert und diskutierte mit den hervorragendsten Gelehrten seiner Zeit. Drei seiner von ihm komponierten Opern wurden noch lange nach seinem Tode weiter aufgeführt. Außerdem besaß er einen ausgeprägten Kunstverstand, und seine Gemäldesammlung war legendär. Unter Philippes Regentschaft kam es in kultureller Hinsicht zu einer Blüte des Früh-Rokoko, in der besonders Maler wie Antoine Watteau aufgehen konnten.
Die im Vergleich zu seinem Onkel liberalere Regierungsart ließ auch das adelig-großbürgerliche Salon-Leben erblühen. Als der berühmte Aufklärer Voltaire dem Regenten wiederholt in satirischen Gedichten ein inzestuöses Verhältnis mit seiner Tochter Marie Louise Élisabeth vorhielt, zu Unrecht zwar, aber veranlasst durch die offenkundige Vernarrtheit des Regenten in seine zügellose Tochter, ließ Philippe Voltaire im Mai 1717 vorübergehend in der Bastille einsperren. Dennoch nahmen sowohl der Regent als auch seine Tochter am 18. November 1718 an der Uraufführung von Voltaires Tragödie Œdipe in der Comédie-Française teil, in der das Inzestverhältnis des Königs Ödipus aus der gleichnamigen Tragödie des Sophokles verarbeitet ist. Philippe belohnte Voltaire sogar mit einer Rente von 1200 Livres und einer Goldmedaille.

## Familie
Philippe heiratete 1692 Françoise Marie de Bourbon, eine legitimierte Tochter seines Onkels Ludwig XIV. mit Madame de Montespan und damit seine Cousine ersten Grades. Dies geschah gegen den Willen seiner Mutter, die das große, plumpe Mädchen, diesen „Bastard aus doppeltem Ehebruch“, so ihre Worte, als Schwiegertochter ablehnte. Ihre Mitgift belief sich auf zwei Millionen Livres in bar, 150.000 Livres Jahresapanage für Françoise Marie, 200.000 für Ehemann Philippe sowie eine große Menge edlen Schmucks und Juwelen.
Aus der Ehe mit Françoise Marie entstammten ein Sohn und sieben Töchter:
- Demoiselle de Valois (* 17. Dezember 1693; † 17. Oktober 1694)
- Marie Louise Élisabeth (* 20. August 1695; † 21. Juli 1719)

⚭ 1. 1710 Charles de Bourbon, duc de Berry
⚭ 2. 1716 Armand von Aydic, Graf von Rion (* 1692; † 1741)
- Louise Adélaïde (* 13. August 1698; † 19. Februar 1743), Äbtissin von Chelles
- Charlotte Aglaé (* 22. Oktober 1700; † 19. Januar 1761)

⚭ 1720 Francesco III. d’Este, Herzog von Modena
- Louis I. (* 4. August 1703; † 4. Februar 1752)

⚭ 1724 Auguste Marie Johanna von Baden-Baden
- Louise Élisabeth  (* 11. Dezember 1709; † 16. Juni 1742)

⚭ 1722 König Ludwig I. von Spanien
- Philippine Élisabeth (* 18. Dezember 1714; † 21. Mai 1734)
- Louise Diane (* 27. Juni 1716; † 26. September 1736)

⚭ 1732 Louis-François de Bourbon, Fürst von Conti
Des Weiteren hatte der Herzog noch anerkannte außereheliche Kinder.
Mit der Operntänzerin Florence Pellerin (* 1660; † 1716):
- Louis Charles de Saint-Albin (* 5. April 1698; † 9. April 1764), Bischof von Laon und Erzbischof von Cambrai

Mit Charlotte Desmares (* 1682; † 1753):
- Philippe Angélique de Froissy (* 1702; † 15. Oktober 1786) ⚭ 1718 Henri François de Ségur

Mit Marie Louise Madeleine Victoire Le Bel de La Boissière, dite comtesse d’Argenton (* um 1684; † 1748):
- Jean Philippe François d’Orléans (* 28. August 1702; † 16. Juni 1748), Laienabt von Hautvillers

| Ahnentafel Philippe II. de Bourbon, Herzog von Orléans, Regent von Frankreich | Ahnentafel Philippe II. de Bourbon, Herzog von Orléans, Regent von Frankreich           | Ahnentafel Philippe II. de Bourbon, Herzog von Orléans, Regent von Frankreich           | Ahnentafel Philippe II. de Bourbon, Herzog von Orléans, Regent von Frankreich           | Ahnentafel Philippe II. de Bourbon, Herzog von Orléans, Regent von Frankreich           | Ahnentafel Philippe II. de Bourbon, Herzog von Orléans, Regent von Frankreich           | Ahnentafel Philippe II. de Bourbon, Herzog von Orléans, Regent von Frankreich           | Ahnentafel Philippe II. de Bourbon, Herzog von Orléans, Regent von Frankreich                | Ahnentafel Philippe II. de Bourbon, Herzog von Orléans, Regent von Frankreich                          |
| ----------------------------------------------------------------------------- | --------------------------------------------------------------------------------------- | --------------------------------------------------------------------------------------- | --------------------------------------------------------------------------------------- | --------------------------------------------------------------------------------------- | --------------------------------------------------------------------------------------- | --------------------------------------------------------------------------------------- | -------------------------------------------------------------------------------------------- | --- |
| Ururgroßeltern                                                                | Antoine de Bourbon, duc de Vendôme (1518–1562) ⚭ Johanna III. von Navarra (1528–1572)   | Francesco I. de’ Medici (1541–1587) ⚭ Johanna von Österreich (1547–1578)                | Philipp II. von Spanien (1527–1598) ⚭ Anna von Österreich (1549–1580)                   | Karl II. von Österreich (1540–1590) ⚭ Maria Anna von Bayern (1551–1608)                 | Friedrich IV. von der Pfalz (1574–1610) ⚭ Luise Juliana von Oranien-Nassau (1576–1644)  | Jakob I. von England (1566–1625) ⚭ Anna von Dänemark und Norwegen (1574–1619)           | Moritz von Hessen-Kassel (1572–1632) ⚭ Agnes zu Solms-Laubach (1578–1602)                    | Philipp Ludwig II. von Hanau-Münzenberg (1576–1612) ⚭ Katharina Belgica von Oranien-Nassau (1578–1648) |
| Urgroßeltern                                                                  | Heinrich IV. von Frankreich (1553–1610) ⚭ Maria de’ Medici (1575–1642)                  | Heinrich IV. von Frankreich (1553–1610) ⚭ Maria de’ Medici (1575–1642)                  | Philipp III. von Spanien (1578–1621) ⚭ Margarete von Österreich (1584–1611)             | Philipp III. von Spanien (1578–1621) ⚭ Margarete von Österreich (1584–1611)             | Friedrich V. von der Pfalz (1596–1632) ⚭ Elisabeth Stuart (1596–1662)                   | Friedrich V. von der Pfalz (1596–1632) ⚭ Elisabeth Stuart (1596–1662)                   | Wilhelm V. von Hessen-Kassel (1602–1637) ⚭ Amalie Elisabeth von Hanau-Münzenberg (1602–1651) | Wilhelm V. von Hessen-Kassel (1602–1637) ⚭ Amalie Elisabeth von Hanau-Münzenberg (1602–1651)           |
| Großeltern                                                                    | Ludwig XIII. von Frankreich (1601–1643) ⚭ Anna von Österreich (1601–1666)               | Ludwig XIII. von Frankreich (1601–1643) ⚭ Anna von Österreich (1601–1666)               | Ludwig XIII. von Frankreich (1601–1643) ⚭ Anna von Österreich (1601–1666)               | Ludwig XIII. von Frankreich (1601–1643) ⚭ Anna von Österreich (1601–1666)               | Karl I. Ludwig von der Pfalz (1617–1680) ⚭ Charlotte von Hessen-Kassel (1627–1686)      | Karl I. Ludwig von der Pfalz (1617–1680) ⚭ Charlotte von Hessen-Kassel (1627–1686)      | Karl I. Ludwig von der Pfalz (1617–1680) ⚭ Charlotte von Hessen-Kassel (1627–1686)           | Karl I. Ludwig von der Pfalz (1617–1680) ⚭ Charlotte von Hessen-Kassel (1627–1686)                     |
| Eltern                                                                        | Philippe I. de Bourbon, duc d’Orléans (1640–1701) ⚭ Liselotte von der Pfalz (1652–1722) | Philippe I. de Bourbon, duc d’Orléans (1640–1701) ⚭ Liselotte von der Pfalz (1652–1722) | Philippe I. de Bourbon, duc d’Orléans (1640–1701) ⚭ Liselotte von der Pfalz (1652–1722) | Philippe I. de Bourbon, duc d’Orléans (1640–1701) ⚭ Liselotte von der Pfalz (1652–1722) | Philippe I. de Bourbon, duc d’Orléans (1640–1701) ⚭ Liselotte von der Pfalz (1652–1722) | Philippe I. de Bourbon, duc d’Orléans (1640–1701) ⚭ Liselotte von der Pfalz (1652–1722) | Philippe I. de Bourbon, duc d’Orléans (1640–1701) ⚭ Liselotte von der Pfalz (1652–1722)      | Philippe I. de Bourbon, duc d’Orléans (1640–1701) ⚭ Liselotte von der Pfalz (1652–1722)                |
| Ahnentafel Philippe II. de Bourbon, Herzog von Orléans, Regent von Frankreich |                                                                                         |                                                                                         |                                                                                         |                                                                                         |                                                                                         |                                                                                         |                                                                                              | |

## Ehrungen
Nach ihm ist die Pflanzengattung Aureliana Lafit. ex Catesby aus der Familie der Araliaceae benannt worden.
Die Stadt New Orleans wurde 1718 von dem Franzosen Jean-Baptiste Le Moyne de Bienville gegründet und erhielt zu Ehren von Philippe II., Herzog von Orléans, den Namen La Nouvelle-Orléans. 1722 wurde sie die Hauptstadt der französischen Kolonie Louisiana, die 1682 nach Ludwig XIV. benannt worden war.

## Filme
- Wenn das Fest beginnt … (Originaltitel: Que la fête commence …) von 1975. Verfilmung des Lebens am Hofe des Regenten Philippe d’Orléans vor dem Hintergrund der Revolte des bretonischen Marquis de Pontcallec; von Bertrand Tavernier mit Philippe Noiret als Hauptdarsteller.